# یواس‌اس برگال (اس‌اس‌ان-۶۶۷)
یواس‌اس برگال (اس‌اس‌ان-۶۶۷) (به انگلیسی: USS Bergall (SSN-667)) یک زیردریایی بود که طول آن ۲۹۲ فوت ۳ اینچ (۸۹٫۰۸ متر) بود. این زیردریایی در سال ۱۹۶۸ ساخته شد.